# Pjaosero
Pjaosero (russisch Пяозеро, finnisch Pääjärvi) ist ein 659 km² großer See in der Republik Karelien im Nordwesten von Russland.
Im See gibt es eine Vielzahl an Inseln. Ihre Landfläche addiert sich zu 186 km². 
Der See liegt auf einer Höhe von 101 m.
Der südlich gelegene See Toposero speist mit seinem Abfluss den Pjaosero.
Ein weiterer wichtiger Zufluss ist die Olanga. Diese bildet den Abfluss des westlich gelegenen Sees Paanajärvi. Mit seinem Quellfluss, Oulankajoki, entwässert der Fluss auch Gebiete jenseits der russisch-finnischen Grenze.